# Bălteni (Olt)
Bălteni è un comune della Romania di 1 972 abitanti, ubicato nel distretto di Olt, nella regione storica della Muntenia. 
Bălteni è divenuto comune autonomo nel corso del 2004, staccandosi dal comune di Perieți.